# Tomasa Tito Condemayta
Ana Tomasa Tito Condemayta y Hurtado de Mendoza(Acos, 1740 - Cuzco, 18 de mayo de 1781) fue una líder quechua peruana que desempeñó un papel importante en la rebelión de Tupac Amaru II contra el dominio español en el siglo XVIII. Como cacica de Acos, organizó y financió tropas indígenas, participando activamente en el sitio del Cusco en 1781. Ella y Micaela Bastidas fueron las únicas mujeres ejecutada junto a Túpac Amaru II en la Plaza de Armas del Cusco, como represalia por su participación en el levantamiento.Su figura es reconocida como un símbolo de resistencia indígena y lucha por la independencia.

## Biografía

### Infancia y juventud
Descendiente de la nobleza incaica, Tomasa fue la hija de Sebastián Tito Condemayta, curaca del aillu "Eva Tataje",y de Alfonsa Hurtado de Mendoza. Tras heredar la posición de su padre, se convirtió en una mujer de gran poder político y económico.Estuvo casada con el criollo Faustino Delgado,con quien tuvo tres hijos: Ramón, Mariano y Lorena. Sin embargo, el matrimonio eventualmente se separó debido a diferencias ideológicas.

### Papel en la rebelión
En 1780, al estallar la revolución de Túpac Amaru II, Tomasa fue una las mujeres partidarias que defendió los ideales de su pueblo,hasta el punto de llegar a ser catalogada como una heroína. Una legión de luchadoras andinas quechuas y aimaras trabajaron junto a Tomasa en el levantamiento, dando apoyo logístico a las tropas, realizando estrategias y participando en batalla junto a sus familias. Para ellas se trataba no solo de liberar a su pueblo de la explotación española, sino también de restablecer el rol de la mujer indígena con participación activa en la vida social y política, tradición que el sistema colonial intentó abolir convirtiéndolas en víctimas de todo tipo de abusos. Fue otra lideresa importante dentro del movimiento la esposa de Túpac Amaru II, Micaela Bastidas, de quien Tomasa se hizo mano derecha.
Tomasa fue la segunda persona de más alto rango militar en la rebelión, solo después del mismo Túpac Amaru II.El 16 de noviembre de 1780, una columna de realistas españoles trataron de cruzar el puente de Pillpinto pero fueron detenidos y vencidos por un batallón de mujeres con sus hondas y piedras, flechas, lanzas y chaquitacllas bajo el mando directo de Tomasa. Esa noche, las rebeldes celebraron su victoria en el pueblo bebiendo y moviéndose ágilmente al compás de la kachampa, una danza de origen incaico que representa a los guerreros triunfantes.

### Ejecución
Cuando Micaela y Tomasa aconsejaron realizar un ataque inmediato a Cuzco para lograr su rendición, Túpac Amaru II no las escuchó y, en un grave error táctico, se concentró en otras regiones cercanas, al tiempo que el curaca realista de Chinchero, Mateo Pumacahua, al mando de 2000 indígenas, dirigió la ofensiva contra Tinta (abril de 1781) que llevó a la derrota de los rebeldes y a la traición del mestizo Francisco Santacruz, el criollo Ventura Landaeta y el cura Antonio Martínez. Tomasa fue capturada por las fuerzas españolas junto con Micaela, Túpac Amaru II, y dos hijos de la pareja, Hipólito y Fernando, así como otros de sus colaboradores más cercanos. Fueron apresados y llevados a Cuzco, donde permanecieron presos en el convento de la Compañía de Jesús, convertido en cuartel militar. Fueron sometidos a interrogatorios y tormentos para poder ubicar al resto de las tropas revolucionarias. Se les fue prometido disminuir la pena si delataban a sus otros aliados, pero no lograron conseguir ninguna información y el 14 de mayo de 1781 fueron condenados a la pena capital.
Tomasa fue forzada a presenciar las muertes de sus compañeros, se le cortó la lengua, y fue víctima de vejámenes y torturas,antes de ser condenada a muerte por estrangulamiento.Su cadáver fue descuartizado para ser dispersado por las autoridades coloniales en diversos pueblos de la zona, mientras que su cabeza estaba estacada junto a las de Túpac Amaru II y Micaela en la Plaza de Acos para evitar cualquier intento futuro de rebelión. Su ejecución, que tuvo lugar junto a la de los líderes rebeldes, y el haber sido martirizada tan crudamente, demuestra su alto rango en la rebelión.Su muerte, junto a las de sus compañeros, constituyó una inspiración para las guerras de independencia hispanoamericanas.

## En la cultura popular
En 2020, el libro infantil "Tomasa Tito Condemayta: Una historia de valor y coraje" fue publicado.